# Roland Deschain
Roland Deschain to fikcyjna postać, główny bohater cyklu Mroczna Wieża Stephena Kinga. Jest ostatnim rewolwerowcem, którego życiowym zadaniem jest odnalezienie i ocalenie tajemniczej Wieży, która być może skrywa sekret wszelkiego istnienia.

## Życiorys
Roland urodził się i wychował w Gilead, stolicy baronii Nowy Kanaan. Był synem Stevena i Gabrielle. Od najmłodszych lat był szkolony na rewolwerowca, razem z wieloma innymi wysoko urodzonymi dziećmi. Został najmłodszym w historii rewolwerowcem, gdy wskutek prowokacji Martena prędzej, niż nakazuje zwyczaj, wyzwał swojego nauczyciela Corta na pojedynek i wyszedł z niego zwycięsko jako broni używając swojego sokoła. Miał wówczas czternaście lat. Poprzednim rekordzistą był jego ojciec (szesnaście lat).
Ojciec w obawie o bezpieczeństwo syna wysłał go wraz z jego przyjaciółmi, Cuthbertem i Alainem, do Mejis, odległej baronii na Łuku Zewnętrznym. Roland ukrywał się tam pod fałszywym nazwiskiem Willa Dearborna. Zaraz po przybyciu poznał Susan Delgado, swoją pierwszą, wielką miłość. Pod pretekstem zadania policzenia wszystkiego dla Afiliacji przypadkiem odkrył spisek mieszkańców współpracujących z wrogiem Afiliacji Farsonem, zwanym Dobrym Człowiekiem. Farsonowi zależało na hodowanych tutaj koniach oraz na ropie pozyskiwanej z pola naftowego Citgo znajdującego się niedaleko Hambry, a przede wszystkim czarodziejskiej kryształowej kuli.

Roland wraz z przyjaciółmi, podczas ataku w Dniu Święta Plonów, zniszczył cysterny z ropą i pole naftowe, rozbił oddział wojsk Farsona i zdobył kryształową kulę. Postawiła ona go przed wyborem - Susan albo Mroczna Wieża, która chyli się ku upadkowi. Z ciężkim sercem wybrał Wieżę uzasadniając to przyjaciołom: 

Bez wahania wybrałbym Susan, gdyby nie to, że Wieża się wali, a jeśli upadnie, nastanie czas niewyobrażalnego chaosu. Musimy ją ocalić...

 Kula ukazała mu także śmierć ukochanej, spalonej na stosie przez rozszalały tłum. Ten widok zakończył jego dzieciństwo, stał się obojętny na wszystko i do końca życia obwiniał się o tę śmierć.
Po powrocie do domu oddał ojcu kulę, jednak zobaczył ją znowu w komnacie swojej matki, gdy przyszedł pojednać się z nią. Kula stworzyła iluzję Rhei z Cöos, kobiety współwinnej śmierci Susan. Roland instynktownie się obrócił i strzelił, jednak nie stała za nim czarownica, a jego matka, która chciała mu podarować ręcznie wykonany pas.
Następnie wyruszył w podróż do Mrocznej Wieży wraz z Cuthbertem i Alainem. W wieku około 24 lat uczestniczył w bitwie na wzgórzu Jericho, gdzie stracił swoje ka-tet i ostatecznie przesądził się los Gilead, jednakże Deschain nie porzucił swojej misji. Przez wiele lat ścigał Człowieka w Czerni, Waltera. Dzięki spotkaniu z nim stworzył nowe ka-tet, w skład którego wchodzili Susannah, Eddie, Jake i Ej.
Głównym antagonistą Rolanda był Karmazynowy Król, władca Dyskordii, który chciał zniszczyć Wieżę. Obaj bohaterowie byli ojcami "Mordreda - pająka", który według przepowiedni miał uśmiercić Rewolwerowca.

## Ekwipunek
Wśród najważniejszych przedmiotów, jakie posiada lub posiadał, należy wyróżnić:
- 2 rewolwery z okładzinami z drewna sandałowego;
- srebrny pas, który otrzymał od matki (stracony w niewyjaśnionych okolicznościach);
- róg, który kiedyś należał do Arthura Elda (pozostawiony na wzgórzu Jerycho)